# 白垩纪
| 白垩纪 145–66百万年前 PreЄ Є O S D C P T J K Pg N |                                |
| 全時期平均大氣O 2含量                             | 约18 Vol % （为現代的90% ）    |
| 全時期平均大氣CO 2含量                            | 约1700 ppm （为前工業時期6倍） |
| 全時期平均地表溫度                                | 约18℃ （高於現代4℃）           |

白堊纪（符号記為K，是德文“白垩纪「Kreidezeit」”的縮寫）是地质年代中生代的最后一个纪，时长将近8000萬年，是顯生宙的最長一個階段。白垩纪因欧洲西部该年代的地层主要为白垩沉积而得名。白垩纪位于侏罗纪和古近纪之间，約1亿4550萬年（誤差值為400萬年）前至6550萬年前（誤差值為30萬年），發生在白堊紀末的滅絕事件，是中生代與新生代的分界。
陸地上，白堊紀和侏羅紀中晚期一樣，恐龍總目佔據了陸地所有階層的生態位，白垩纪晚期恐龍物種數量达到巔峰。另外，屬於恐龍總目的鳥類的平行演化开始于白堊紀早期。即使在计算白垩纪时期恐龙物种总量时将鳥類剝離出该总量的計算範疇，非属鸟类的恐龍的物種數量依旧可达有史以來的巅峰。與此同時，白堊紀时期淡水中生活的恐鱷、帝鱷等真鱷類，在洞穴、樹冠層、平原和雨林中生活的哺乳動物、蜥蜴和蛙類，也呈現出侏羅紀时期所沒有的爆發式增長。雖然恐龍依然是陸地的絕對優勢物種，但是中下層生態位則擠進了更多的小型掠食者，這些小型掠食者中的很大一部份都成功存活到了現代。
海洋裡，侏羅紀海中的頂級掠食者魚龍超目和上龍亞目在白堊紀中前期壯大，在後期迅速凋零至滅絕。与之相对应的是，和上龍亞目同宗、和魚龍超目同時期出現的蛇頸龍亞目在整個白堊紀繼續繁盛。白堊紀末期，鱗龍超目中的滄龍超科在短時間內崛起，成為新一代海中王者，甚至在很多淡水流域擠壓鱷魚的生態位。頭足綱中的菊石亞綱則繼續大型化、厚重化，數量持續增多，形狀也變得千奇百怪，魷魚、章魚等現今也能看到的新頭足類開始數量上升。輻鰭魚中以劍射魚為代表的乞丐鱼目迅速成長為海洋中的頂級掠食者，是牠們在地球歷史上少有的突破。軟骨魚中以白堊尖吻鯊等鼠鯊目在白堊紀中晚期成功重归海洋的頂級生態位。鳥類中的黃昏鸟和魚鳥所屬的扇尾亞綱也在海洋中有一席之地。以現代海洋的標準來看，白堊紀的海洋環境異常兇險，在每個海洋物種類群裡面幾乎都有大型掠食者出現瓜分海洋資源，因此又被古生物愛好者戲稱為“地獄水族館”。
天空中，翼龍目保持著天空頂級掠食者的地位，並且體型增大，不過種類數量卻緩慢減少，樹棲生態位、低空生態位逐漸被鳥類中的反鳥亞綱霸佔。

## 地質年代
白垩纪是在1822年由比利時地質學家第哈羅伊研究巴黎盆地時所提出。其名稱在拉丁文意為「黏土」，意指上白堊紀地层裡常见的白垩，由海生非脊椎動物身上甲殼的碳酸鈣沉積而成，尤其是球石粒。這些白堊黏土層可在歐洲大陸與不列顛群島（尤其是著名的多佛白色峭壁）發現。

### 年代測定
如同其它古远的地质时代，白堊紀的岩石标志非常明显和清晰，其开始的准确时间却无法非常精确地被确定，其误差在几百万年之间。在侏羅紀與白堊紀之間沒有滅絕事件或生物演化的特點，可以明確分開兩個年代。白堊紀结束的时间定的比较準確，是在6550萬年至6590萬年前結束，那时全地球的岩石层都含大量的铱。一般认为，那时有一颗巨大的陨石撞击地球，在今墨西哥猶加敦半島留下一个大型陨石坑。这个陨石造成了大量生物灭绝，史称白垩纪-第三纪灭绝事件。

### 白垩纪亞层
早期的科學文獻將白堊紀分為三個時期，依年代早晚為：紐康姆世（Neocomian）、高盧世（Gallic）、森諾世（Senonian）。目前的科學文獻一般將白垩纪分为早白垩世（Early Cretaceous）和晚白垩世（Late Cretaceous）两部分，共計11个期，都以歐洲的地層為名。

### 岩層
白堊紀的海平面變化大、氣候溫暖，顯示有大面積的陸地由溫暖的淺海覆蓋。白堊紀是以歐洲常見的白堊層為名，但在全球其他地區，白堊紀的地層主要由海相的石灰岩層構成，這些海相石灰岩層是在溫暖的淺海環境形成。高的海平面會造成大範圍的升降作用，因此形成厚的沉積層。由於白堊紀的地層厚、時代較近，全球各地常發現白堊紀地層的露頭。
白堊紀地層中常見白堊的成分。白堊是由海生顆石藻的鈣質外殼微粒（球石粒）沉積而成；顆石藻是種白堊紀常見的藻類。
在歐洲西北部，常發現上白堊紀的白堊沉積層，包括：英格蘭南岸的多佛白色峭壁、法國諾曼第海岸、以及低地國家、德國北部、丹麥沿岸。白堊的質地並不堅固，因此這些沉積層的質地鬆散。這些地層還包括石灰岩、砂質岩。這些地層可發現海膽、箭石、菊石、以及海生爬行動物（例如滄龍）的化石。
歐洲南部的白堊紀地層多為海相地層，主要由石灰岩、與少數的泥灰構成。在白堊紀時期，阿爾卑斯山造山運動還沒發生，所以歐洲南部的白堊紀地層當時多為特提斯洋周圍的大陸棚。
在白堊紀中期，海洋低層的流動停緩，造成海洋的缺氧環境。全球各地的許多黑色頁岩層，即是在這段時期的缺氧環境形成。這些頁岩層是重要的石油、天然氣來源，例如北海。

## 地理
在白垩纪，盘古大陆完全分裂成现在的各大陆，但是它们和现在的位置全不相同。大西洋还在变宽。北美洲自侏羅紀開始，形成多排平行的造山幕，例如內華達造山運動，與之後的塞維爾造山運動、拉拉米造山運動。
在白堊紀初期，岡瓦那大陸仍未分裂，而後南美洲、南極洲、澳洲相繼脫離非洲，印度和马达加斯加还连在非洲上。南大西洋與印度洋開始出現。這些板塊運動，造成大量的海底山脈，進而造成全球性的海平面上升。非洲北边的特提斯洋在变窄。西部內陸海道將北美洲分為東西兩部，這個海道在白堊紀後期縮小，留下厚的海相沉積層，夾雜者煤礦床。在白堊紀的海平面最高時期，地表上有1/3的陸地沉浸於海洋之下。
白堊紀因為黏土層而著名，這個時期形成的黏土層多於顯生宙的其他時期。中洋脊的火山活動，或是海底火山附近的海水流動，使白堊紀的海洋富含鈣，接近飽和，也使得鈣質微型浮游生物的數量增加。分布廣泛的碳酸鹽與其他沉積層，使得白堊紀的岩石紀錄特別多。北美洲的著名地層組包括：加拿大亞伯達省的恐龍公園組美國堪薩斯州的海相煙山河黏土層、晚期的陸相海爾河組。其他的著名白堊紀地層包括：歐洲的威爾德（Weald），亞洲中國的熱河群、蒙古的耐梅蓋特組等。白垩纪末期到古新世早期，印度發生大規模火山爆发，形成现在的德干暗色岩。

## 氣候

白垩纪时期的等温线地图，年均温比现代温度高约攝氏5度左右

巴列姆階時期的氣候出現寒冷的趨勢，這個變化自侏羅紀最後一期就已開始。高緯度地區的降雪增加，而熱帶地區比三疊紀、侏羅紀更為潮濕。但是，冰河僅出現高緯度地區的高山，而較低緯度仍可見季節性的降雪。
在巴列姆階末期，氣溫開始上升，持續到白堊紀末期。氣溫上升的原因是密集的火山爆發，製造大量的二氧化碳進入大氣層中。中洋脊沿線形成許多熱柱，造成海平面的上升，大陸地殼的許多地區由淺海覆蓋者。位在赤道地區的特提斯洋，有助於全球暖化。在阿拉斯加州與格陵蘭發現的植物化石，以及在南緯75度以南地區的白堊紀地層中發現的恐龍化石，證明白堊紀的氣溫相當溫暖。
熱帶地區與極區間的溫度梯度平緩，原因可能是海洋的流動停滯，並造成行星風系的虛弱。分佈廣泛的油頁岩層，以及缺氧事件，可證實海洋的流動停滯。根據沉積層的研究指出，熱帶海温約為攝氏42度，高於現今約攝氏17度；全球的海水平均表面溫度则為攝氏37度。而海洋底層溫度高於目前的溫度約攝氏15到20度。

## 生物

### 植物
開花植物（被子植物）在白堊紀開始辐射进化，但直到坎潘階才成為優勢植物。比如榕樹、懸鈴木等一些大型被子植物于坎潘階開始出現。裸子植物仍繼續繁盛，例如松柏目、银杏目、苏铁目的森林，而本內蘇鐵目在白堊紀末滅亡。而真蕨、木贼等蕨类仍然相当茂盛地生长着。

### 陸棲動物
动物界里，哺乳动物还是比较小，只是陆地动物的一小部分。陸地的優勢動物仍是主龍類爬行動物，尤其是恐龍，牠們較之前的侏罗纪時期更為多樣化。翼龍目繁盛於白堊紀时期，但牠們逐漸面對鳥類輻射適應的競爭。
陆地动物的场景可能是这样的：在横跨南英格兰及比利时的威尔顿湖的岸边，禽龙和高齿龙一伙恐龙进食採得的木贼，另一面肉食型恐龙则也在接近猎物。在流过低地平野的河川里，重爪龙正捕食着鱼类。
中國遼寧省的炒米店子組發現了大量的白堊紀早期小型恐龍、鳥類、以及哺乳類。這裏發現的多種手盜龍類，被視為恐龍與鳥類間的連結，其中包括數種有羽毛恐龍。
昆蟲在這個時期继续多樣化，出现了螞蟻、白蟻、螳螂等等。

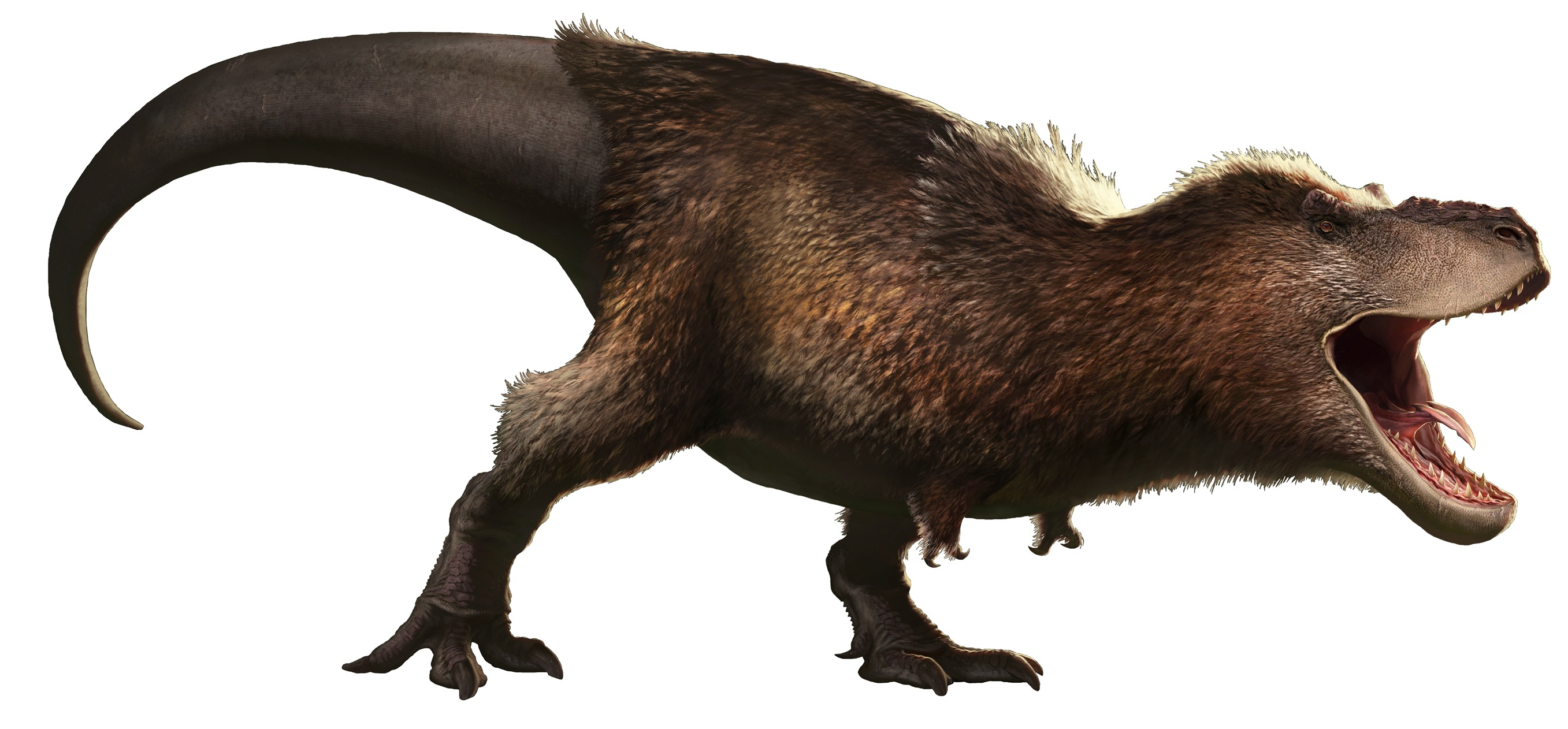
暴龍為體型最大的陸生掠食動物之一，生存於白堊紀晚期
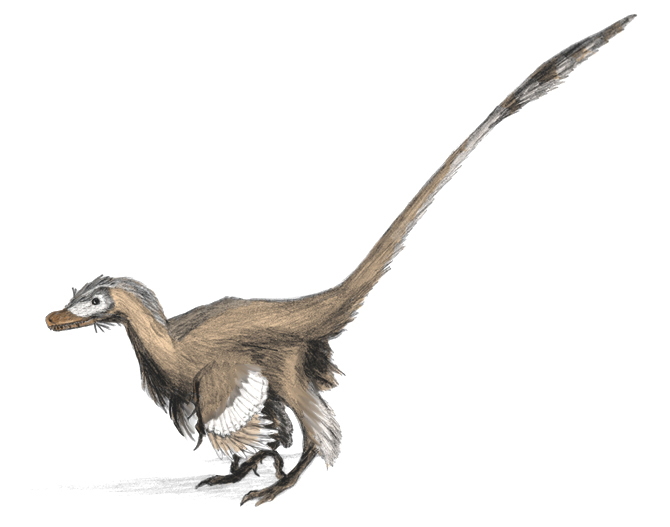
伶盜龍體長可達 2 公尺，臀部高度則有 0.5 公尺，全身披滿羽毛，生存於白堊紀晚期
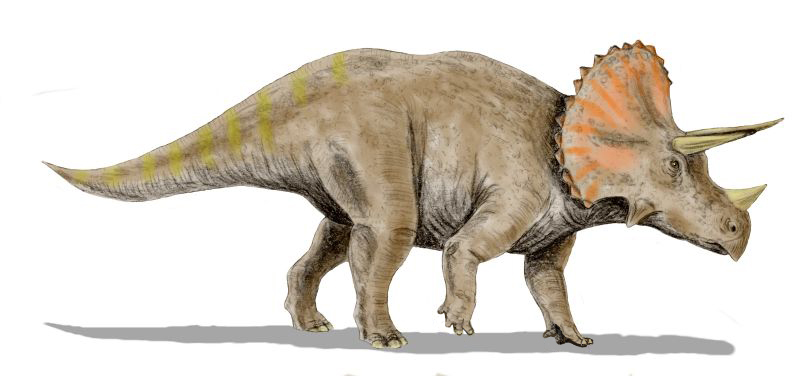
三角龍，白堊紀最具有代表性的恐龍之一
科羅拉多斯翼龍
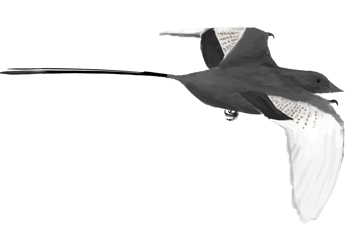
孔子鳥為烏鴉體型的鳥類，生存於白堊紀早期
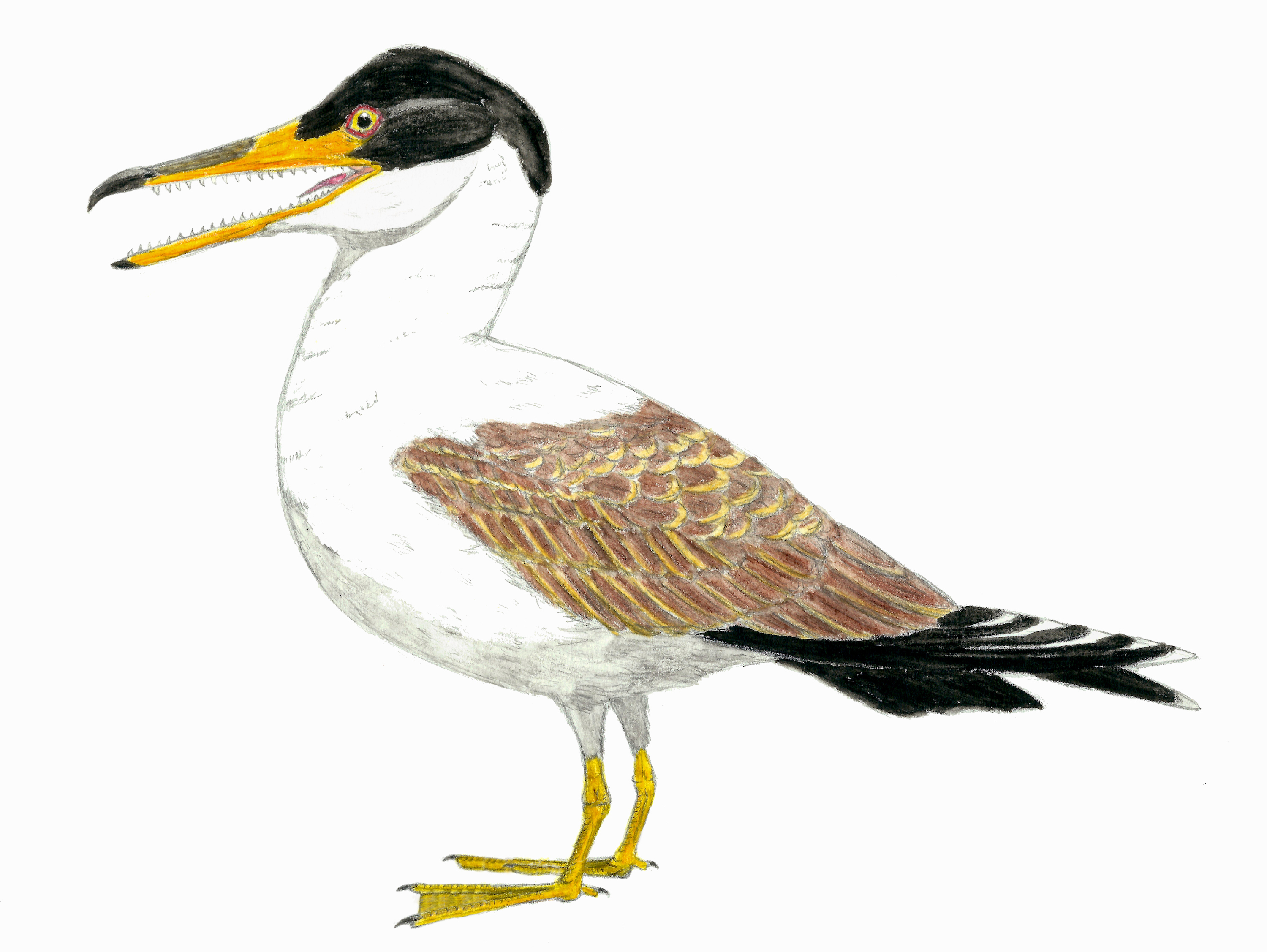
魚鳥為具有牙齒的扇尾類海鳥，生存於白堊紀晚期

### 海生動物
海洋里，鳐鱼和现代鲨鱼已经基本成型，真骨鱼类开始辐射演化。海生爬行動物則包括：生存於早至中期的魚龍類、早至晚期的蛇頸龍類、白堊紀晚期的滄龍類。
桿菊石具有筆直的甲殼，屬於菊石亞綱，與造礁生物厚殼蛤同為海洋的繁盛動物。黃昏鳥目是群無法飛行的扇尾鸟类，可以在水中游泳，如同現代鷿鷉。有孔蟲門的球截蟲科（Globotruncanidae）與棘皮動物（例如海膽、海星）繼續存活。在白堊紀，海洋中的最早矽藻（應為矽質矽藻，而非鈣質矽藻）出現；生存於淡水的矽藻直到中新世才出現。對於造成生物侵蝕的海洋物種，白堊紀是這些物種的演化重要階段。

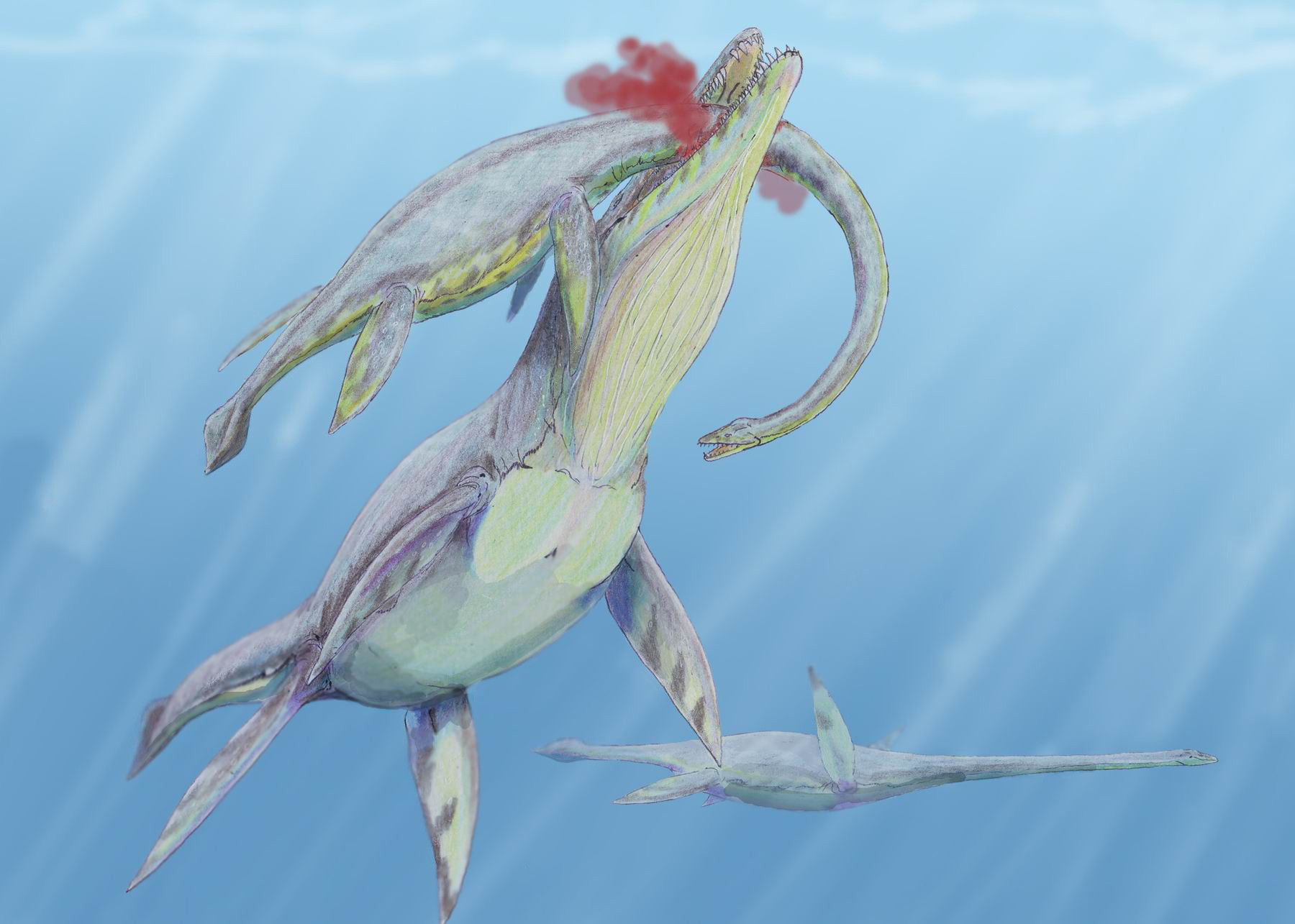
白堊紀早期的克柔龍正在獵食一頭伍倫加龍
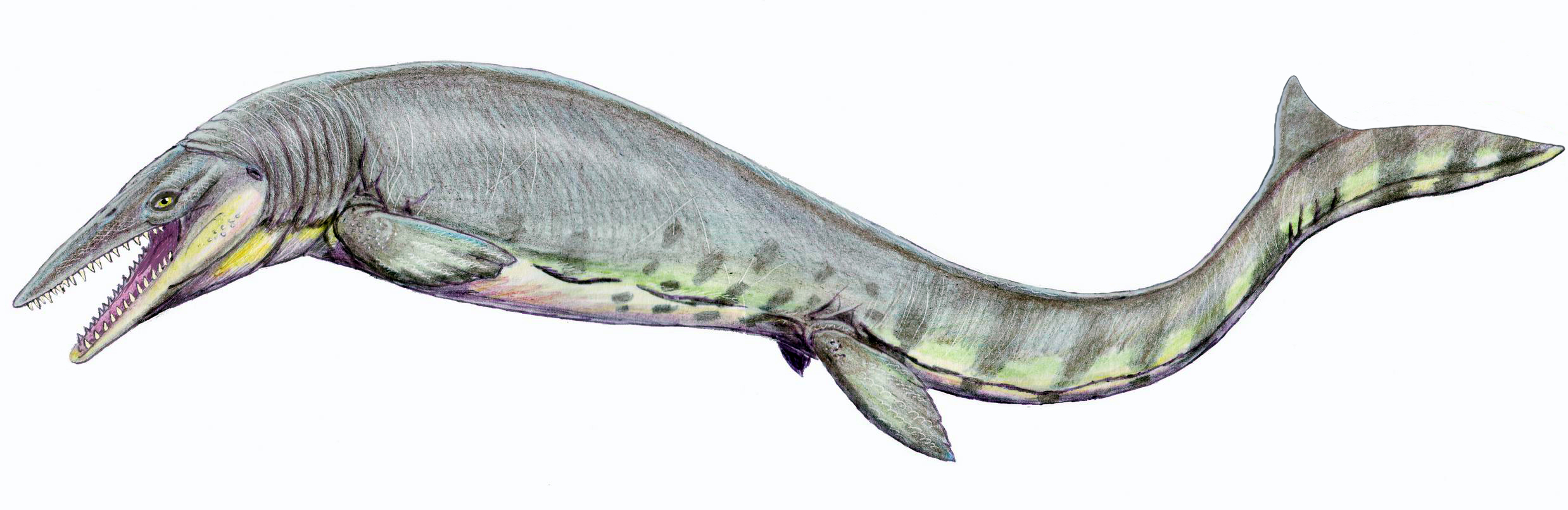
海王龍是在白堊紀晚期才出現的大型海生肉食爬蟲類
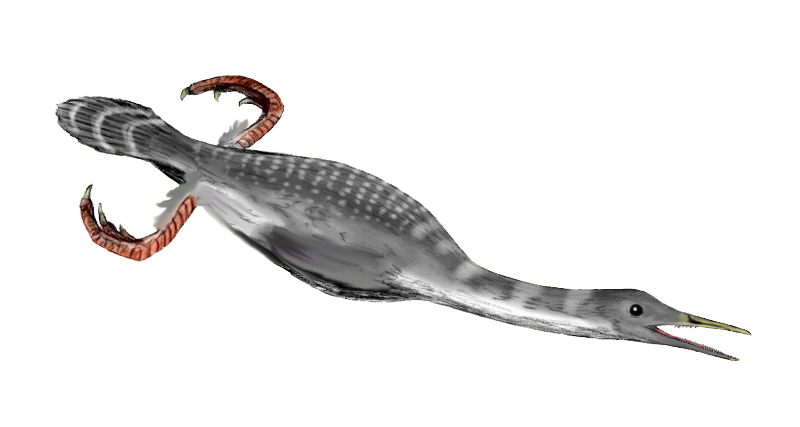
擅長游泳的黃昏鳥橫行於白堊紀晚期的海洋中
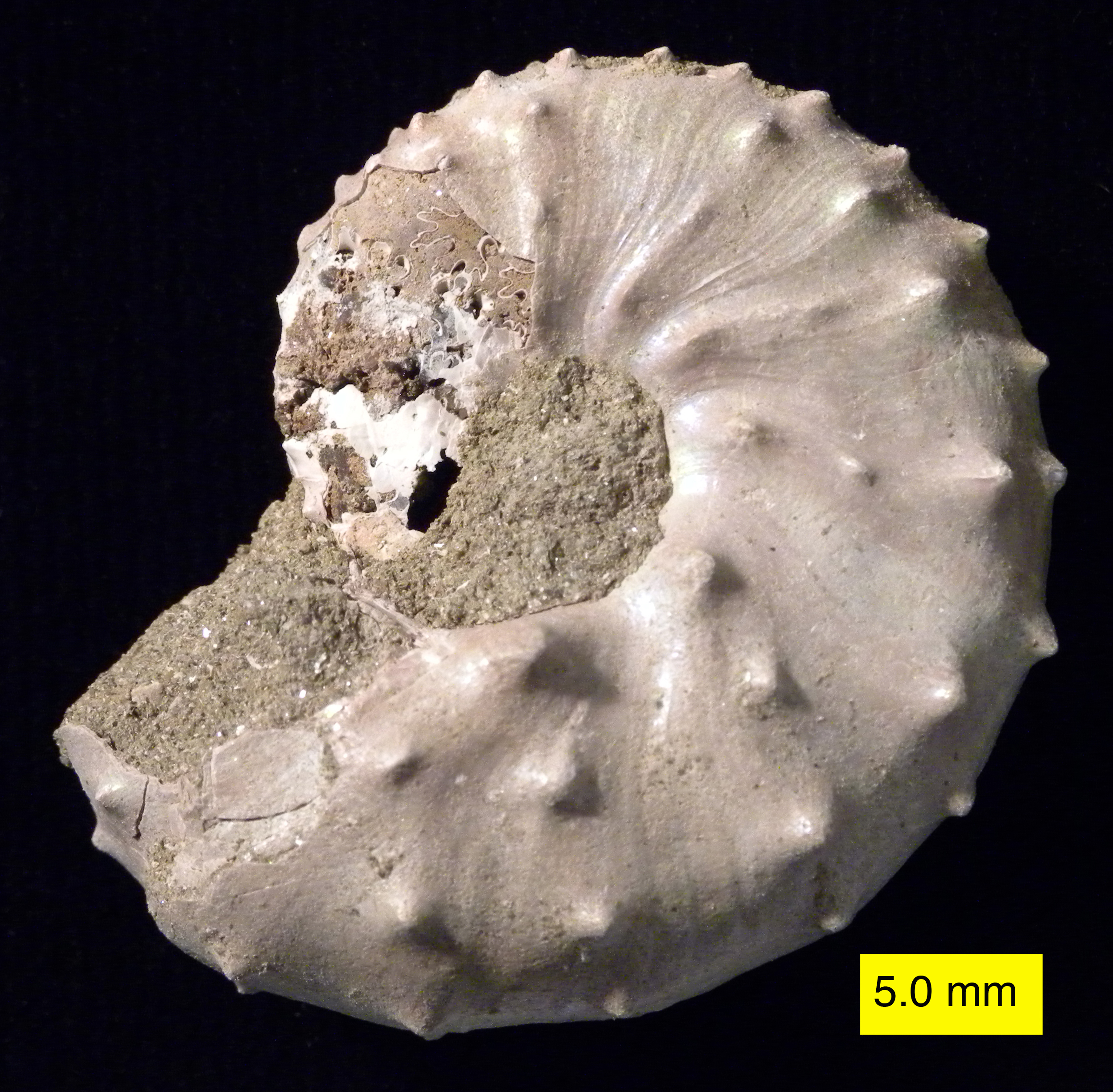
碟船菊石（英语：Discoscaphites）化石
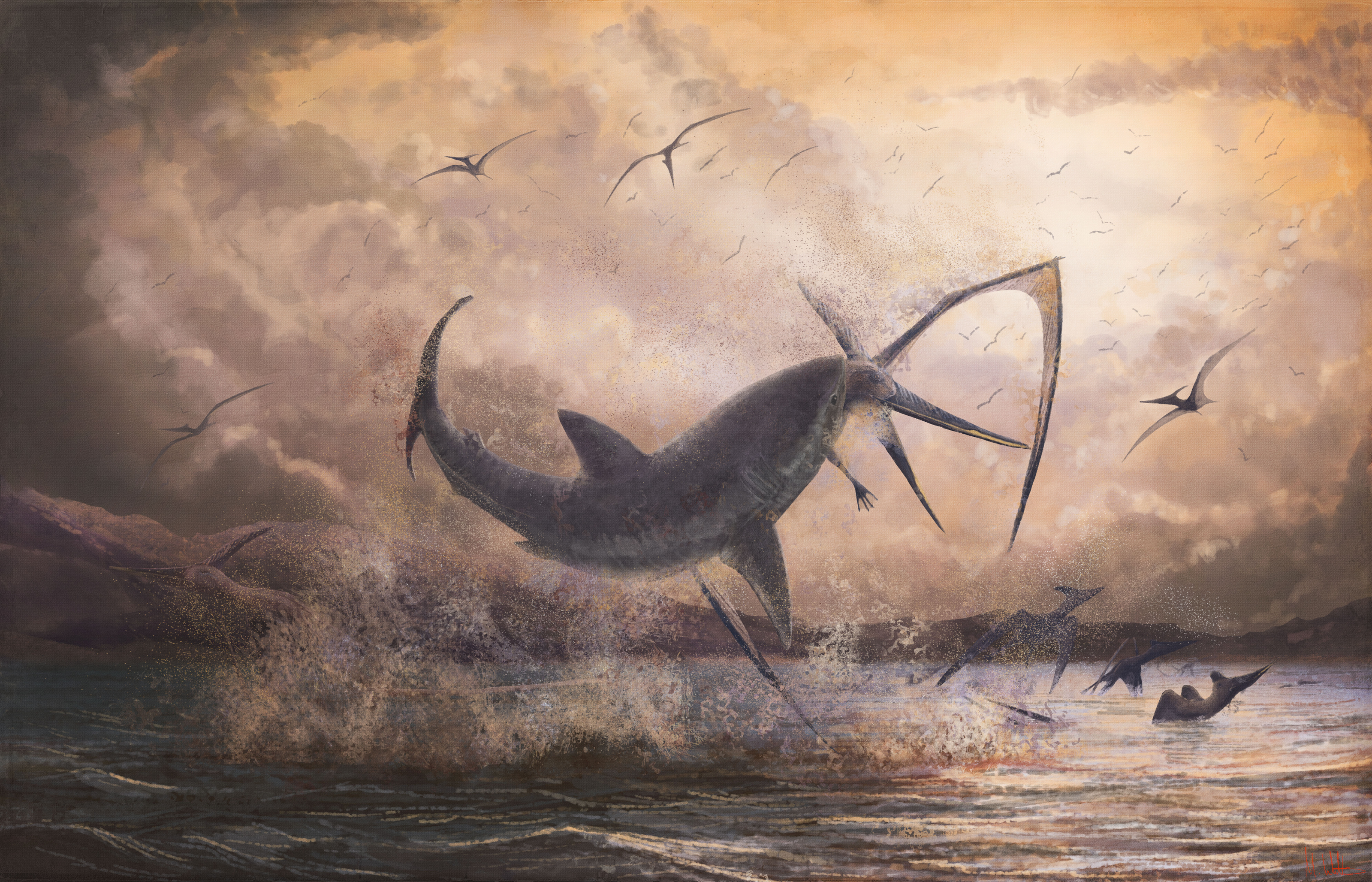
一頭白堊刺甲鯊（白堊紀最大型的鯊魚之一）正在西部內陸海道獵食無齒翼龍

### 滅絕事件
在马斯特里赫特期末期，曾發生大幅度的生物多樣性衰退事件，時間相當於K-T界限。在滅絕事件過後，造成許多空缺的生態位，生態系統花了長時間才恢復原本的多樣性。
雖然白堊紀-第三紀滅絕事件造成許多物種滅絕，但不同的演化支，或是各個演化支內部，呈現出明顯差異的滅絕程度。由於大氣層中的微粒遮闢了陽光，減少抵達地表的太陽能，依賴光合作用的生物衰退或滅絕。在白堊紀晚期，食物鏈底層是由依賴光合作用的生物構成，例如浮游植物與陸地植物，如同現今的狀況。證據顯示，草食性動物因所依賴的植物衰退，而數量減少；同樣地，頂級掠食者（例如暴龍）也接連受到影響。
顆石藻（Coccolithophore）與軟體動物（包括菊石亞綱、厚殼蛤、水生蝸牛、蚌），還有以上述硬殼動物維生的動物，在這次滅絕事件中滅亡，或遭受嚴重打擊。例如，滄龍類被認為以菊石為食，這群海生爬行動物在白堊紀-第三紀滅絕事件中滅亡。
雜食性、食蟲性、以及食腐動物在這次滅絕事件中存活，可能因為牠們的食性較多變化。白堊紀末期似乎沒有完全的草食性或肉食性哺乳動物。哺乳動物與鳥類藉由以昆蟲、蚯蚓、蝸牛...等動物為食，而在K-T事件中存活，而這些動物則以死亡的植物與動物為食。科學家假設，這些生物以生物的有機碎屑為生，因此得以在這次植物群崩潰的滅絕事件存活。
在河流生物群落中，只有少數動物滅亡；因為河流生物群落多以自陸地沖刷下來的生物有機碎屑為生，較少直接以活的植物為生。海洋也有類似的狀況，但較為複雜。生存在浮游帶的動物，所受到的影響遠比生存在海床的動物還大。生存在浮游帶的動物幾乎以活的浮游植物為生，而生存在海床的動物，則以生物的有機碎屑為食，或者可轉換成以生物的有機碎屑為食。
在這次滅絕事件存活下來的生物中，最大型的陸地動物是鱷魚與離龍目，是半水生動物，並可以生物碎屑為生。現代鱷魚可以食腐為生，並可長達數月未進食；幼年鱷魚的體型小，在頭幾年多以無脊椎動物、死亡的生物為食。這些特性可能是鱷魚能夠存活過白堊紀末滅絕事件的關鍵，但是此灭绝事件也重创了鱷魚的多样性。

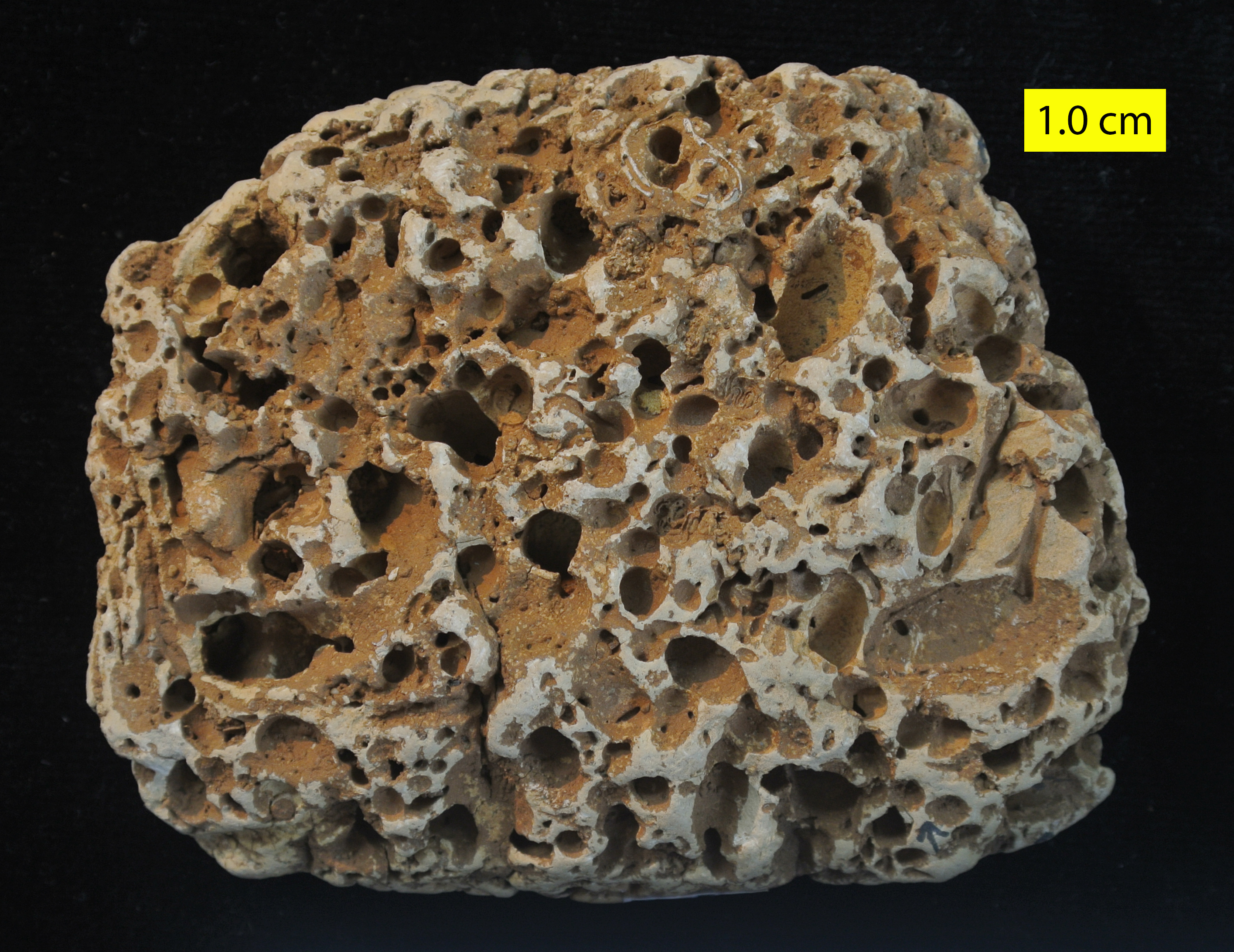
白堊紀的岩石，發現於英格蘭，眾多的空洞是鵝卵石的痕跡。
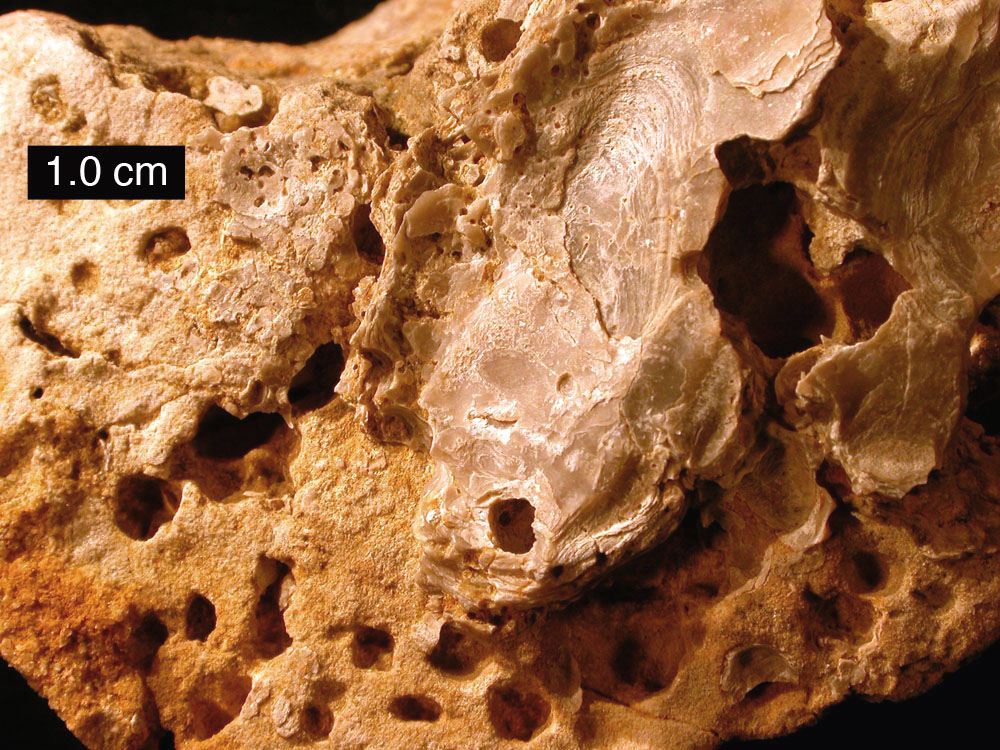
白堊紀的岩石，發現於德州，眾多的空洞是鵝卵石與牡蠣的痕跡。圖中的量尺長10公釐。
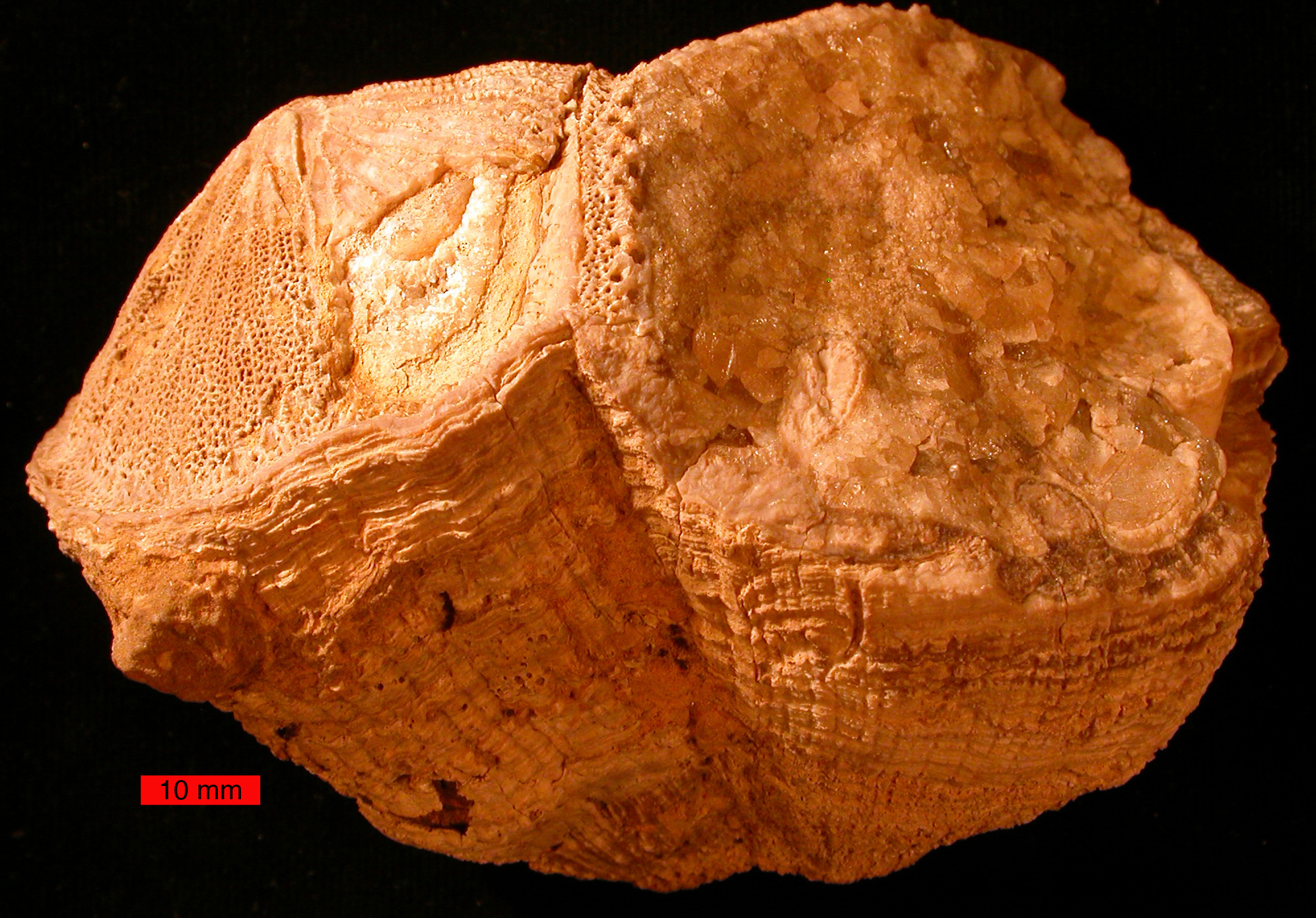
一個雙殼綱中的厚殼蛤類化石，發現於阿拉伯聯合大公國的白堊紀末地層。圖中的量尺長10公釐。
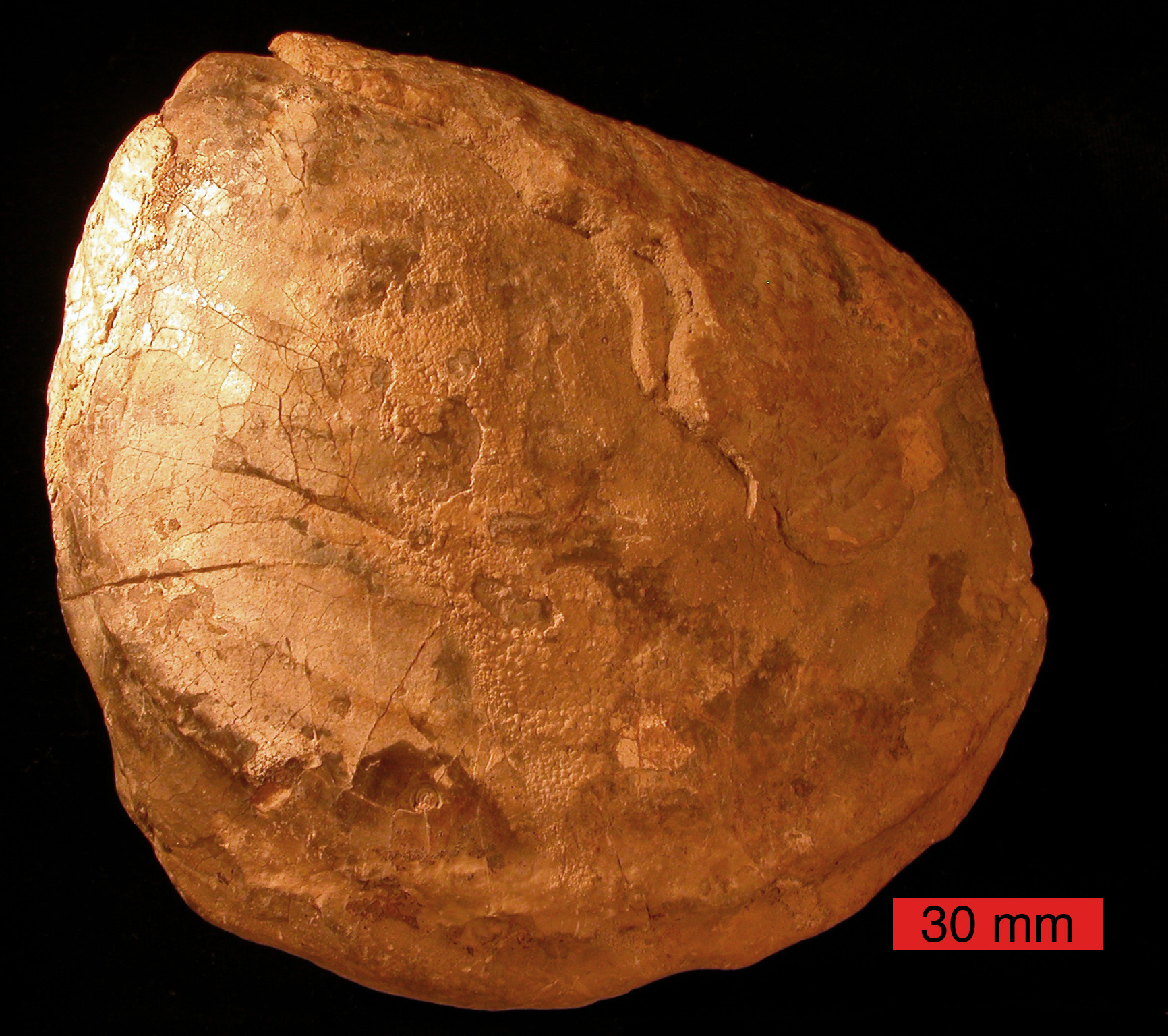
疊瓦蛤化石，發現於南達科他州的白堊紀地層。